# Lester Medford
Lester Fezell Medford (Tucson, 24 maggio 1993) è un cestista statunitense.

## Palmarès
- Campionato macedone: 1

MZT Skopje: 2018-2019
- Campionato lettone: 1

VEF Rīga: 2019-2020